# سوایبو مارو
سوایبو مارو (انگلیسی: Souaibou Marou؛ زادهٔ ۳ دسامبر ۲۰۰۰) بازیکن فوتبال اهل کامرون است.
از باشگاه‌هایی که در آن بازی کرده‌است می‌توان به اشاره کرد.
وی همچنین در تیم ملی فوتبال کامرون بازی کرده‌است.